# William Wyatt Bibb
Pour les articles homonymes, voir Bibb.
William Wyatt Bibb, né le 2 octobre 1781 dans le comté d'Amelia (Virginie) et mort le 10 juillet 1820 d'un accident de cheval dans le comté d'Elmore (Alabama), est un homme politique républicain-démocrate américain. Représentant puis sénateur de Géorgie, il est ensuite gouverneur du territoire de l'Alabama puis le premier gouverneur de l'Alabama entre 1819 et 1820.

## Biographie
Après que sa famille s'est installée en Géorgie, Bibb suit les cours du Collège de William et Mary et de l'université de Pennsylvanie d'où il sort médecin en 1801. Élu député de la Chambre des représentants de Pennsylvanie, office qu'il remplit de 1803 à 1805, il est élu au congrès fédéral où il devient député jusqu'en 1813, puis devient sénateur jusqu'en 1816.
Après la loi du 3 mars 1817 créant le territoire de l'Alabama en pleine spéculation immobilière de l'Alabama fever, William Wyatt Bibb fut élu gouverneur par 8 342 voix contre 7 140 à son opposant Marmaduke Williams.
Les deux sénateurs de l'État furent William R. King et John Williams Walker. 